# René Fernandat
L'abbé Louis Genet, dit René Fernandat, né le 30 avril 1884 à Chanas (Isère) et mort le 21 janvier 1959, est un critique littéraire et poète français. Il collaborera à de nombreuses revues et en particulier à la Revue critique des idées et des livres.
En 1928 et 1935, il reçoit le prix Archon-Despérouses et en 1945 le prix Juliette-de-Wils de l’Académie française.

## Ouvrages
- Cantiques pour des ombres, poèmes (1919)
- Ondes et Flammes. Hippolyté aux enfers. Élégies (1922)
- La Forêt enchantée, poèmes (1927)
- Les Mages et l'étoile (1929)
- Le Royaume des cieux (1932)
- Le Voyage au purgatoire, poèmes (1934)
- La Montagne mystique  (1939)
- Les Signets du missel, poèmes sur la messe (1940)
- Jeanne d'Arc, dialogue d'une sainte avec le ciel et la flamme (1945)
- Signes avant l'aurore (1953)
- La Messe du patient, poèmes spirituels (1958)

Critique littéraire
- Autour de Paul Valéry (1932)
- Autour de Paul Valéry, lignes d'horizon, 2e édition, considérablement augmentée, précédée d'une lettre-préface de M. Paul Valéry (1944)